# Emina (Maßeinheit)
Die Emina war ein italienisches Volumenmaß auf Sardinien und als Frucht- und Getreidemaß in Anwendung. Das Maß wurde für trockene und flüssige Waren gebraucht.
- 1 Emina = 8 Coppi  = 192 Cuchiari = 23,055 Liter[1]
- 1 Emina  = 20 ½ Quart (Preuß.) = 2 ½ Rubbio = 750 Onze = 23,055 Liter[2]
- 1 Sacco = 5 Emine = 5798,83 Pariser Kubikzoll = 115,02 Liter[3]